# 血竭

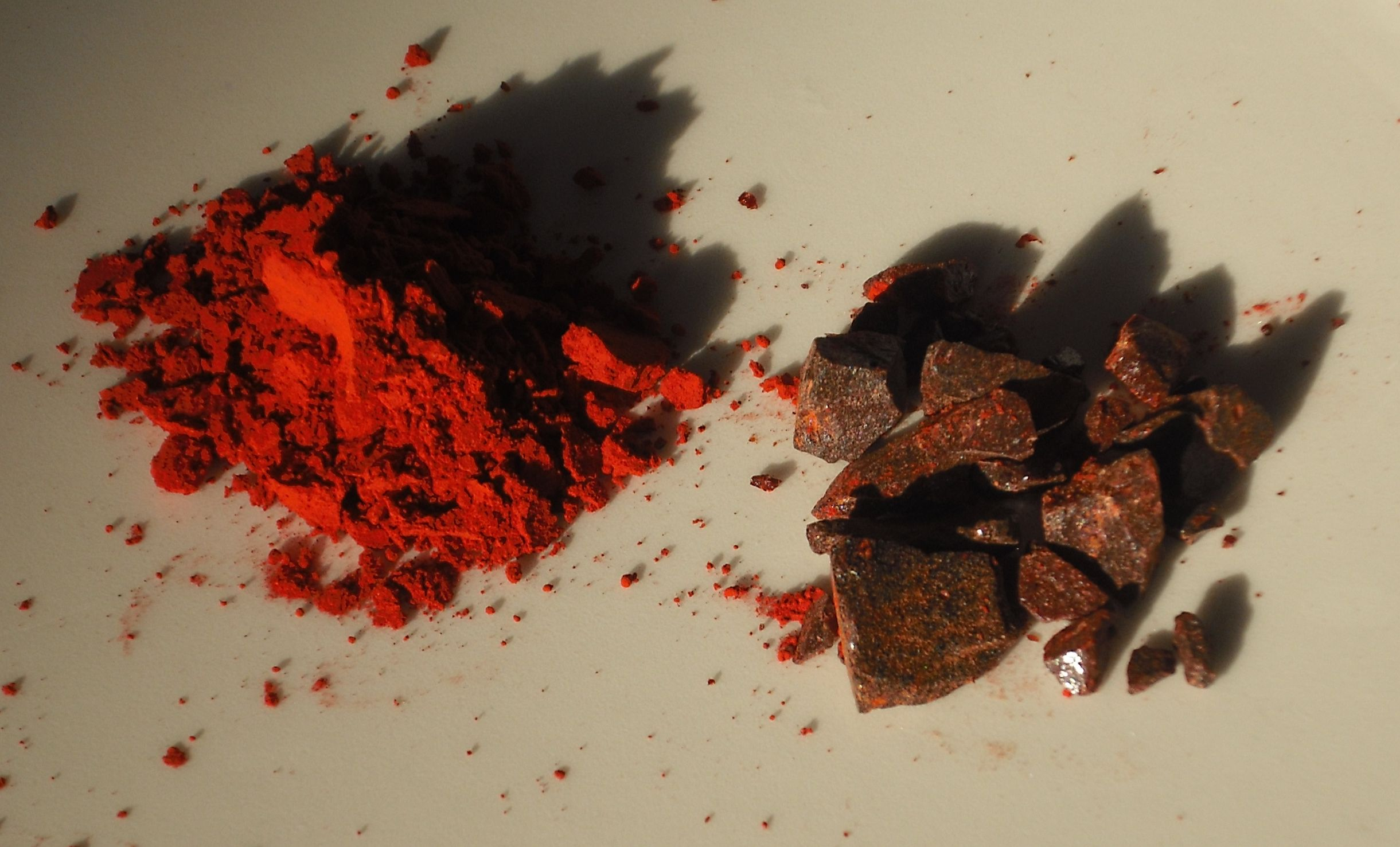
由麒麟竭所制造的血竭

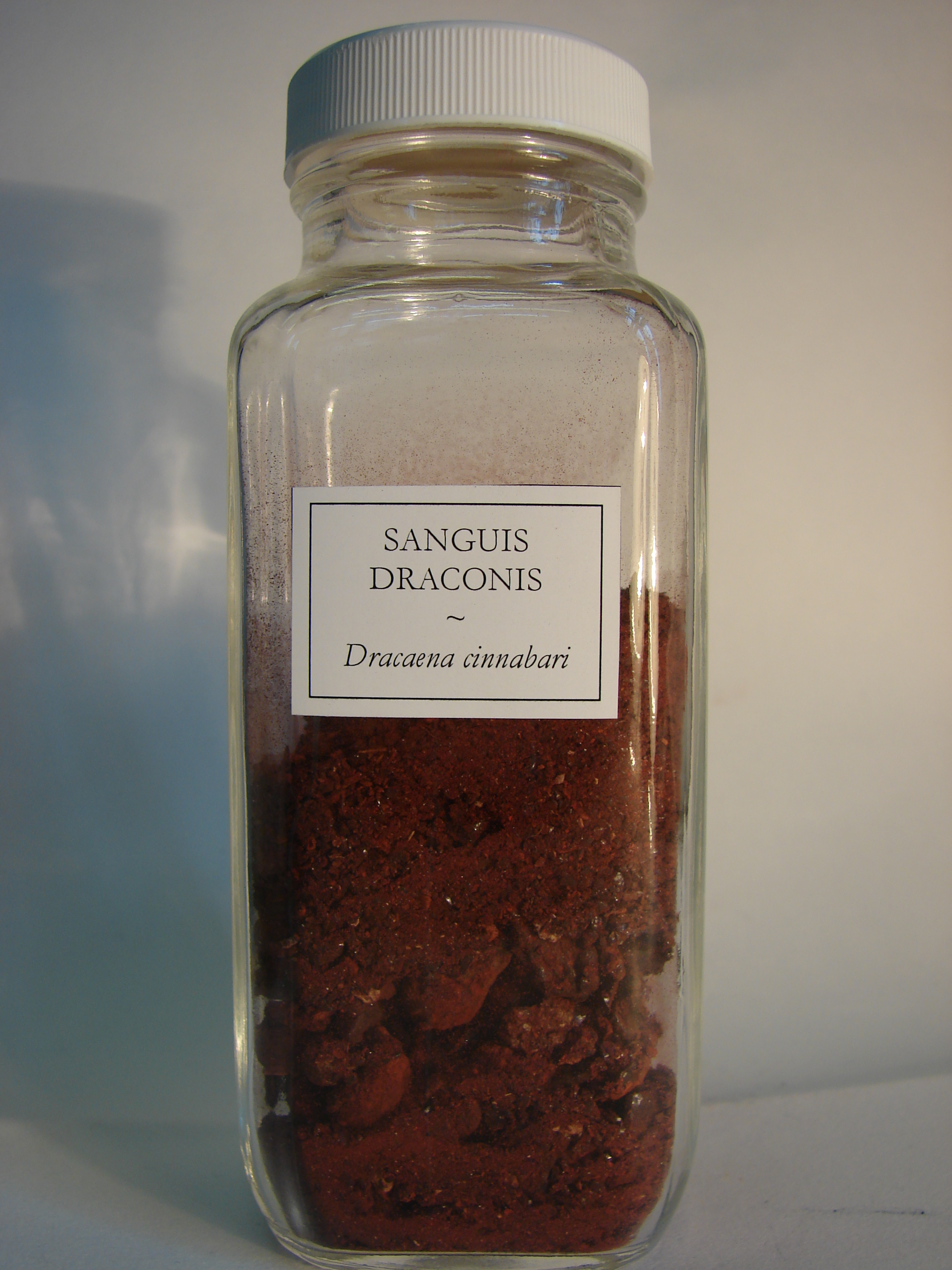
由索科特拉龙血树所制造的血竭

血竭為棕櫚科植物麒麟竭（Calamus draco Willd.）果實中所滲出之紅色樹脂製作而成的加工品。血竭是中醫學中所用的其中一種中藥。血竭多以粉末状食用或涂抹在伤口上，有止血的功效。用药期间最好不要与酸性或碱性的食物混用，否则会影响药效。此外，血竭具有活血散瘀、定痛、止血生肌的功效。
另有產自阿拉伯半島外索柯特拉島，天门冬科的索科特拉龙血树（Dracaena cinnabari  Balf.f.），其红色汁液也用于制造血竭。此外，尚有而提取自中國雲南省的植物，天門冬科的劍葉龍血樹（Dracaena cochinchinensis），其血竭產品又稱龍血竭。
民間亦有使用作為染料或香料。

## 外部連結
- 血竭 中藥材圖像數據庫  (香港浸會大學中醫藥學院) （中文）（英文）